# Glacera dels Quirlies
La glacera de les Quirlies és una glacera alpina, situat al departament francès d'Isèra. Neix a l'est d'una cresta que connecta el pic de l'Étendard amb el pic Bayle, a les Grandes Rousses. Alimenta el llac dels Quirlies.
La glacera dels Quirlies mor a les aigües tranquil·les i fosques del llac en una paret vertical de vint metres. Deixant-se anar, les llesques de gel cauen al llac creant un espectacle inusual: un rumor i una mini onada. El front de seracs a l'estiu (especialment durant les onades de calor) fa difícil acostar-se a causa de la caiguda de seracs i pedres que són drenades a la superfície de la glacera.
La bellesa del lloc queda reservada exclusivament als excursionistes que s'hi aventuraran.